# Kostel svatého Diviše (Wissous)
Kostel svatého Diviše ve francouzské obci Wissous byl postaven ve 12. století, tedy v období, kdy románský sloh přecházel v gotiku. Dvojlodní chrám stojí na malém náměstíčku při křižovatce ulic André Dolimiera a Victora Balocha.
Jeho 28 metrů vysoká zvonice je románská, chór je gotický. Oltář pochází z 18. století a vitráže byly vyrobeny v letech 1875-1895 v dílně Lorina z Chartres. Fresky zobrazují příběh Barbory z Nikomédie a byly namalovány v 16. století.
V roce 1902 hrozilo stavbě zřícení. Po veřejné sbírce byl kostel opraven a mírně přestavěn. V roce 1905 byly fresky prohlášeny národní památkou a 1913 přibyly i další části budovy. Po skončení 1. světové války, v roce 1919, byl před kostelem vysazen, na památku vítězství, strom.